# Markus Krösche
Oliver Markus Krösche (* 17. September 1980 in Hannover) ist ein ehemaliger deutscher Fußballspieler und -trainer, sowie heutiger -manager. Er ist seit Juni 2021 Sportvorstand von Eintracht Frankfurt.

## Karriere als Spieler
Markus Krösche, der 1999 als Mannschaftskapitän die deutsche A-Jugendmeisterschaft mit Werder Bremen gewann, wechselte zur Saison 2001/02 von den Amateuren Bremens zum Regionalligakonkurrenten SC Paderborn 07, mit dem er in der Saison 2004/05 als Tabellenzweiter, punktgleich mit dem Meister Eintracht Braunschweig, den Aufstieg aus der Regionalliga Nord in die 2. Bundesliga schaffte. Als mittlerweile dienstältester Spieler verlängerte er 2008 seinen Vertrag beim SCP um weitere vier Jahre bis 2012. Er übernahm das Amt des Mannschaftskapitäns von René Müller, nachdem dieser nach dem Abstieg Paderborns in die 3. Liga den Verein verlassen hatte. In der Saison 2008/09 gelang Krösche mit Paderborn die sofortige Rückkehr in die 2. Bundesliga. Nachdem er seinen Vertrag 2011 nochmals verlängert hatte, beendete Krösche seine Laufbahn als Fußballprofi im Sommer 2014. In seiner letzten Spielzeit gelang Paderborn 2013/14 erstmals der Aufstieg in die Bundesliga, zu dem er mit 18 Spieleinsätzen und zwei Toren beitrug.
Krösche spielte für den SC Paderborn 192 Mal in der 2. Bundesliga und 162 Mal in den dritten Ligen. Damit ist er Rekordspieler des SCP 07 und seiner Vorgängervereine im Profifußball.
Im Jahr 2007 wurde Krösche in die Jahrhundertelf des SC Paderborn 07 gewählt.

## Karriere als Trainer und Funktionär

### Trainertätigkeiten in Paderborn und Leverkusen
Nach dem Ende seiner Karriere arbeitete Krösche in der Saison 2014/15 als Cheftrainer der in der sechstklassigen Westfalenliga antretenden zweiten Mannschaft des SC Paderborn 07. Sein ursprünglich bis zum 30. Juni 2017 gültiger Vertrag wurde nach dem Saisonende aufgelöst, um Krösche einen Wechsel zu Bayer 04 Leverkusen zu ermöglichen.
Beim Bundesligisten assistierte er in den Spielzeiten 2015/16 und 2016/17 seinem ehemaligen Mitspieler und Trainer Roger Schmidt als Co-Trainer, da Schmidts vorheriger Co Oliver Glasner als Cheftrainer zu seinem Stammclub Ried gewechselt war. Krösche unterschrieb einen Zweijahresvertrag bis zum 30. Juni 2017. Aufgrund einer Innenraumsperre von Schmidt in der Bundesliga betreute Krösche die Mannschaft vom 28. Februar bis zum 5. März 2016 (23. bis 25. Spieltag) während der Partien hauptverantwortlich; die Mannschaft konnte in dieser Zeit nur einen Punkt erreichen, erzielte fünf Tore und musste zehn hinnehmen. Während einer erneuten Innenraumsperre von Schmidt übernahm Krösche wieder die Aufgaben des Cheftrainers vom 25. bis 29. Oktober 2016 während der Partien. Krösche schied mit der Mannschaft aus dem DFB-Pokal gegen die Sportfreunde Lotte aus und gewann das Bundesligaspiel gegen den VfL Wolfsburg.
Als Schmidt am 5. März 2017 von seinen Aufgaben als Cheftrainer entbunden wurde, verließ auch Krösche den Verein.

### Sport-Geschäftsführer beim SC Paderborn 07
Mitte März 2017 wurde Krösche Sport-Geschäftsführer des Drittligisten SC Paderborn 07. Krösche verpflichtete in der Schlussphase der Saison Steffen Baumgart als neuen Cheftrainer. Am Ende der Saison 2016/17 stand dennoch der sportliche Abstieg in die Regionalliga West fest. Da jedoch der Zweitliga-Absteiger TSV 1860 München die Lizenz nicht erhielt, verblieb der SC Paderborn 07 in der Drittklassigkeit.
Im März 2018 bestand Krösche erfolgreich seinen Trainerlehrgang und erhielt die Fußballlehrer-Lizenz des DFB. In der Saison 2017/18 gelang Paderborn der Aufstieg in die 2. Bundesliga und in der Saison 2018/19 der Durchmarsch in die Bundesliga.

### Sportdirektor in Leipzig
Zur Saison 2019/20 wechselte Krösche als Sportdirektor zu RB Leipzig und trat dort die Nachfolge von Ralf Rangnick an. Er erhielt beim Champions-League-Teilnehmer einen Vertrag bis zum 30. Juni 2022. Mit Krösche kam mit Julian Nagelsmann auch ein neuer Cheftrainer, den noch Rangnick verpflichtet hatte, zu RB Leipzig. In Krösches erstem Jahr wurde RB hinter dem FC Bayern München und Borussia Dortmund Dritter. In der Champions League kam man bis ins Halbfinale, in dem die Mannschaft an Paris Saint-Germain scheiterte.
In der Saison 2020/21 verpflichtete Krösche u. a. Benjamin Henrichs, Lazar Samardžić, Justin Kluivert, Alexander Sørloth und Dominik Szoboszlai. Zudem finalisierte er für die kommende Saison bereits die Zugänge von Brian Brobbey, Joško Gvardiol und Mohamed Simakan. Ende April 2021 einigte sich Krösche mit RB Leipzig einvernehmlich auf eine Vertragsauflösung zum Saisonende und wurde bis dahin mit sofortiger Wirkung freigestellt.

### Sportvorstand bei Eintracht Frankfurt
Zur Saison 2021/22 wurde Krösche Sportvorstand von Eintracht Frankfurt. Er unterschrieb einen Vertrag bis zum 30. Juni 2025 und folgte auf Fredi Bobic, der zu Hertha BSC wechselte. Am 2. April 2024 gab Eintracht Frankfurt die vorzeitige Verlängerung des bestehenden Vertrags bis zum 30. Juni 2028 bekannt.

## Sonstiges
Parallel zu seiner Karriere als Profifußballspieler nahm Krösche 2008 ein Studium der Betriebswirtschaftslehre an der Fachhochschule der Wirtschaft in Paderborn auf, das er nach sechs Semestern mit einem Notenschnitt von 2,7 und dem akademischen Grad Bachelor of Arts abschloss. Seine Bachelorarbeit behandelt das Thema Die finanzielle Situation von Fußballprofis nach der Karriere – eine empirische Befragung unter 400 Fußballprofis.